# Aphrophora detrita
Aphrophora detrita är en insektsart som först beskrevs av Walker 1851.  Aphrophora detrita ingår i släktet Aphrophora och familjen spottstritar. Inga underarter finns listade i Catalogue of Life.